# دیوید چریتون
دیوید چریتون (انگلیسی: David Cheriton; ۲۹ مارس ۱۹۵۱ – ) استاد دانشگاه، کارآفرین و دانشمند علوم رایانه اهل کانادا است، که در سال ۲۰۰۳ شرکت آریستا نتورکس را تأسیس کرد. او استاد علوم رایانه در دانشگاه استنفورد است. او گروه سیستم‌های توزیع شده را در این دانشگاه تاسیس و رهبری می‌کند. او یک متخصص رایانش توزیع‌شده و شبکه‌های رایانه‌ای با بینش در شناسایی فرصت‌های بزرگ بازار و ایجاد معماری‌ها و طراحی‌های مورد نیاز برای رسیدگی به چنین فرصت‌هایی است.
او شرکت‌های فناوری از جمله گوگل را تأسیس کرده و در آن جزو اولین سرمایه‌گذاران فرشته بود. در شرکت وی‌ام‌ویر سرمایه‌گذار اولیه بود و در شرکت آریستا نتورکس او یکی از بنیانگذاران و دانشمند ارشد بود. او حداقل ۲۰ شرکت را تامین مالی کرده است.